# Margaret Avery
Margaret Avery (Mangum, 20 de enero de 1944) es una actriz y cantante estadounidense. Inició su carrera en el teatro y más tarde apareció en películas como Cool Breeze (1972), Which Way Is Up? (1977), Scott Joplin (1977) y The Fish That Saved Pittsburgh (1979).
Avery obtuvo reconocimiento internacional por su interpretación de Shug Avery en el largometraje de 1985 El color púrpura, por la que recibió una nominación a los Premios Óscar en la categoría de mejor actriz de reparto. Su carrera continuó con apariciones en películas como Blueberry Hill (1988), White Man's Burden (1995), Welcome Home Roscoe Jenkins (2008), Meet the Browns (2008) y Proud Mary (2018). En 2013 empezó a interpretar el papel de Helen Patterson en la serie de televisión dramática Being Mary Jane.

## Plano personal
En enero de 1974, Margaret Avery se casó con Robert Gordon Hunt. Tuvieron una hija, Aisha Hunt, y se divorciaron en 1980. Actualmente vive en Los Ángeles.

## Filmografía

### Cine
| Año  | Título                          | Papel             | Notas                      |
| ---- | ------------------------------- | ----------------- | -------------------------- |
| 1972 | Something Evil                  | Irene             |                            |
| 1972 | Cool Breeze                     | Lark              |                            |
| 1972 | Terror at Red Wolf Inn          | Edwina            |                            |
| 1973 | An Eye for an Eye               | Enfermera         |                            |
| 1973 | Magnum Force                    | Prostituta        |                            |
| 1973 | An Eye for an Eye               | Enfermera         |                            |
| 1973 | Hell Up in Harlem               | Jennifer          |                            |
| 1976 | Louis Armstrong - Chicago Style | Alma Rae          |                            |
| 1977 | Which Way Is Up?                | Annie Mae         |                            |
| 1977 | Scott Joplin                    | Belle Joplin      |                            |
| 1979 | The Fish that Saved Pittsburgh  | Toby Millman      |                            |
| 1980 | The Sky Is Gray                 | Rosemary          |                            |
| 1980 | The Lathe of Heaven             | Heather LeLache   |                            |
| 1985 | El color púrpura                | Shug Avery        | Nominada a un Premio Óscar |
| 1988 | Blueberry Hill                  | Hattie Cale       |                            |
| 1989 | Riverbend                       | Bell Coleman      |                            |
| 1989 | Single Women Married Men        | Grace Williams    |                            |
| 1990 | Heat Wave                       | Roxie Turpin      |                            |
| 1990 | The Return of Superfly          | Francine          |                            |
| 1993 | Lightning in a Bottle           | Dra. Sierheed     |                            |
| 1993 | Night Trap                      | Sadie             |                            |
| 1994 | Cyborg 3: The Recycler          | Doc Edford        |                            |
| 1995 | The Set Up                      | Olivia Dubois     |                            |
| 1995 | White Man's Burden              | Megan Thomas      |                            |
| 1998 | Love Kills                      | Moon              |                            |
| 2002 | Waitin' to Live                 | Pearline Loggins  |                            |
| 2002 | Second to Die                   | Agente de seguros |                            |
| 2007 | Lord Help Us                    | Dorinda Thomas    |                            |
| 2007 | Exodus                          | Robbed Tourist    |                            |
| 2008 | Welcome Home Roscoe Jenkins     | Mama Jenkins      |                            |
| 2008 | Meet the Browns                 | Sarah Brown       |                            |
| 2009 | Extrospection                   | Anna              |                            |
| 2018 | Proud Mary                      | Mina              |                            |

### Televisión
| Año       | Título                          | Papel           | Notas                                               |
| --------- | ------------------------------- | --------------- | --------------------------------------------------- |
| 1973      | The New Dick Van Dyke Show      | Pam Harris      | Episodio: "What Your Best Friend Doesn't Know"      |
| 1973      | Ironside                        | Mujer en el bar | Episodio: "The Last Payment"                        |
| 1974      | Kojak                           | Lula            | Episodio: "You Can't Tell a Hurt Man How to Holler" |
| 1974      | Marcus Welby, M.D.              | Julie           | Episodio: "The 266 Days"                            |
| 1975      | Sanford and Son                 | Denise          | Episodio: "Strange Bedfellows"                      |
| 1975      | Kolchak: The Night Stalker      | Ruth Van Galen  | Episodio: "The Sentry"                              |
| 1982      | The Powers of Matthew Star      | April           | Episodio: "Accused"                                 |
| 1983      | For Us, the Living              | Dottie          |                                                     |
| 1985      | Murder, She Wrote               | Dixie           | Episodio: "Jessica Behind Bars"                     |
| 1987      | Rags to Riches                  | Celia Richards  |                                                     |
| 1987      | Miami Vice                      | Sally Cordova   | Episodio: "The Afternoon Plane"                     |
| 1992      | The Jacksons: An American Dream | Martha Scruse   |                                                     |
| 1992      | The Cosby Show                  | Leah            | Episodio: "Clair's Reunion"                         |
| 1992      | Roc                             | Helen           | Episodio: "The Lady Killer"                         |
| 1998      | Wie stark muss eine Liebe sein  | Mary McMillian  |                                                     |
| 2005      | Bones                           | Ivy Gillespie   | Episodio: "The Man in the Fallout Shelter"          |
| 2012      | Single Ladies                   | Josephine       | Episodio: "Ex Factor"                               |
| 2013–2019 | Being Mary Jane                 | Helen Patterson | Papel recurrente                                    |

## Premios y distinciones
Premios Óscar
| Año  | Categoría               | Película         | Resultado |
| ---- | ----------------------- | ---------------- | --------- |
| 1986 | Mejor actriz de reparto | El color púrpura | Nominada  |